# Centre canadien des documents épigraphiques
Le Centre canadien des documents épigraphiques (CCDE) a été créé en février 2010 en tant qu’organisme à but non lucratif dans le but d'archiver, cataloguer et numériser des documents épigraphiques. L’équipe du centre est entièrement composée de bénévoles professionnels et d’étudiants en informatique de cycles supérieurs. 

## Description
Le CCDE était au début situé au département des études classiques à l’université de Toronto. Pendant cette période, le CCDE a travaillé avec l’une des plus grandes collections d’inscriptions grecques anciennes en Amérique du Nord. Ces inscriptions qui remontent du VIIe siècle av. J.-C. au IVe siècle apr. J.-C. ont été préservées sous forme d’estampilles épigraphiques.  
Le CCDE est actuellement situé au département des civilisations du Proche et du Moyen-Orient à l’université de Toronto. Le CCDE travaille sur la collection « Harrak » qui comprend des inscriptions syriaques et garshunies d’Irak qui est la plus grande collection au monde de ce genre. Ces inscriptions qui remontent du VIIe au XXe siècle apr. J.-C. sont préservées au moyen de photographie en format analogique et numérique.  
Le CCDE travaille aussi sur les collections du St. Ephrem Ecumenical Research Institute (SEERI) et de l’Association for the Preservation of the Saint Thomas Christian Heritage (APSTCH). Ces deux collections viennent du Kerala en Inde. Elles datent des alentours du IXe-XXe siècle jusqu’au XXe siècle et contiennent des inscriptions en syriaque, malayalam, tamoul, et pahlavi.   
Récemment[Quand ?] le CCDE a lancé un appel de contribution à la planification d’une revue académique. Le Journal du CCDE vise à être une publication librement accessible, évaluée par des pairs, et qui se spécialise dans les études épigraphiques. Ces études épigraphiques incluent : les aspects historiques ou philologiques contenus dans les inscriptions, leurs aspects quant à l’histoire de l’art et l’association de leurs motifs décoratifs, les sciences humaines digitales ou les études informatiques des bibliothèques relatives aux inscriptions, ainsi que les études numismatiques et sigillographiques. Le CCDE accepte surtout des articles relatifs aux inscriptions de la collection du CCDE en ligne et aux éditions d'inscriptions inédites.        
Les images numérisées du CCDE sont mises en ligne ce qui permet aux chercheurs d’accéder facilement à ces documents. Le CCDE offre un site web multilingue : anglais, français, arabe, et mandarin simplifié. 